# Чорний кіт (оповідання)
«Чорний кіт» (англ. The Black Cat) — оповідання Едгара Аллана По. Вперше було опубліковане 19 серпня 1843 року у виданні «The Saturday Evening Post».
Це аналіз свідомості людини, що страждає через відчуття провини. Часто розглядається разом з оповіданням «Серце виказало» (англ. The Tell-Tale Heart). В обох цих оповіданнях убивця ретельно приховує свій злочин і вважає себе невразливим, але врешті-решт ламається і виказує себе.

## Сюжет
«Чорний кіт» — оповідання Едгара Аллана По, написане в жанрі психологічного жаху, де події описуються від першої особи. Оповідач розповідає історію своєї емоційної деградації та злочину, що призвів до фатальних наслідків.
Оповідач, який з дитинства мав глибоку любов до тварин, разом із дружиною тримає в домі багатьох домашніх улюбленців, серед яких — великий чорний кіт, на ім'я Плутон. Кіт мав особливу прив'язаність до господаря, поки той не почав зловживати алкоголем. Одного вечора, повернувшись додому в стані алкогольного сп'яніння, оповідач помічає, що кіт його уникає. Роздратований такою поведінкою, він намагається схопити тварину, але, коли Плутон кусає його, у нападі гніву чоловік дістає ніж і виколює коту око.
Згодом Плутон починає уникати господаря ще більше, що спершу викликає в оповідача докори сумління, але поступово його жаль переходить у злість. Зрештою він вирішує повісити кота на дереві. Тієї ж ночі будинок героя згорає, змусивши його з дружиною та слугами покинути домівку. Наступного дня на руїнах будинку він помічає єдину вцілілу стіну, на якій з'явився відбиток повішеного кота. Спантеличений побаченим, чоловік пояснює це явище собі випадковістю.
Згодом він починає сумувати за Плутоном і випадково зустрічає схожого чорного кота в таверні. Цей кіт відрізняється від Плутона лише білою плямою на грудях. Оповідач вирішує забрати його додому, але з часом починає ненавидіти й боятися тварини. Одного разу в підвалі будинку кіт випадково потрапляє під ноги господаря, викликаючи в нього черговий напад люті. Він намагається вдарити кота сокирою, але дружина зупиняє його. У розпалі гніву чоловік убиває дружину, після чого замуровує її тіло в стіні підвалу. Кіт при цьому зникає.
Кілька днів потому поліція розпочинає розслідування зникнення дружини. Під час чергового огляду підвалу оповідач, упевнений у своїй безпеці, привертає увагу поліції до міцності стін і навіть стукає по тій, за якою замурував тіло. У відповідь із-за стіни лунає крик. Злякані поліціянти зносять стіну, де виявляють тіло дружини з чорним котом на голові, який і зраджує оповідача.

## Історія публікації
Оповідання «Чорний кіт» вперше опубліковано 19 серпня 1843 року у виданні The Saturday Evening Post, що тоді мало назву United States Saturday Post. Читачі відразу ж схвально прийняли історію, була навіть створена пародія «Привид сірого пуголовка».

## Аналіз
Як і оповідач в оповіданні «Серце виказало», оповідач у «Чорному коті» навряд чи при здоровому глузді. На початку розповіді він говорить, що «зовсім зійшов з розуму», якщо він очікує, що читач повірить у його божевільну історію.

## Адаптації
- У 1910-1911 роках художник-футурист Джино Северіні намалював «Чорну кішку», безпосередньо відсилаючи до оповідання По.
- Universal Pictures зняла два фільми під назвою «Чорна кішка»: один у 1934 році з Білої Лугоші та Борисом Карлоффом у головних ролях, а інший – у 1941 році з Лугоші та Безілом Ретбоуном у головних ролях. Обидва фільми стверджували, що були «навіяні» історією По, але жоден із них не має жодного відношення до оповідання, окрім присутності чорної кішки. Однак елементи історії були використані у фільмі 1934 року «Маніяк».
- «Чорний кіт» був адаптований у вигляді семисторінкового коміксу в Yellowjack Comics #1 (1944).
- У 1966 році була випущена версія «Чорної кішки» Гарольда Хоффмана, заснована на оповіданні По, з Робертом Фростом, Робін Бейкер та Седі Френч у головних ролях.
- У 1970 році чеський письменник Людвік Вацулик зробив багато посилань на «Спуск у вир», а також на «Чорну кішку» у своєму романі «Морські свинки»
- У 1972 році історія була адаптована в італійському горор-фільмі про джалло «Ваш порок— це замкнена кімната, і тільки у мене є ключ» режисера Серджіо Мартіно з Едвігою Фенек, Анітою Стріндберг і Луїджі Пістіллі в головних ролях.
- 1973 року Джеймс Стюарт записав аудіокнижку «Чорної кішки» для радіо BBC.
- Фільм сценариста і режисера Лучіо Фульчі 1981 року «Чорна кішка» багато в чому заснований на оповіданні По.
- У фільмі 1990 року у «Два злісних погляди» представлені дві казки По: «Факти у справі М. Вальдемара» та «Чорний кіт». Перший був написаний і поставлений Джорджем А. Ромеро, а другий був написаний та поставлений Даріо Ардженто. У цій версії Харві Кейтель відіграє головну роль.
- У 1997 році збірка робіт була випущена на подвійному компакт-диску під назвою «Закрито через сказ», і різні знаменитості зачитували оповідання. «Чорну кішку» прочитала виконавиця— авангардистка Діаманда Галас.
- Комікс Ahoy Comics 2020 року «Нюхач крові №1» Едгара Аллана По включає стилізацію оповідання Пола Корнелла і Рассела Брауна під назвою «Чорна кішка— собака». Як випливає з назви, кішка замінена собакою, яка також розповідає історію. Однак він відмовляється бачити свого господаря в поганому світлі та зовсім не усвідомлює ненависті чи провини цієї людини.